# 福沢美夕
福沢 美夕（ふくざわ みゆ、1977年6月12日 - ）は、東京都出身の女優。吉本興業所属。

## 人物・略歴
身長：166cm　バスト85cm、ウェスト59cm、ヒップ85cm。靴のサイズは25cm。
趣味：料理・読書・ドライブ。

## 出演歴

### テレビ

#### テレビ朝日系列
- スーパー戦隊シリーズ 爆竜戦隊アバレンジャー 第1話「アバレ恐竜大進撃!」（2003年）

#### TBS系列
- 月曜ミステリー劇場 「スクープ・父は殺された!?死の真相に近づく娘に魔の手が迫る」（2002年10月14日） - 葉山薫 役

#### テレビ東京系列
- 女と愛とミステリー 「異端の夏」（2003年1月22日） - 夕月薫 役

### 映画

#### Vシネマ
- 新銀鮫 〜六本木金融伝説〜（2000年）

### CM
- ツカサ ウィークリーマンション

### その他
- 2002年：もてぎGTチャンピオンレース「YeLLOW CORNレースクイーン」